# I've Got a Feeling
I've Got a Feeling (Lennon/McCartney) är en låt av The Beatles inspelad 1969 och utgiven 1970.

## Komposition
Det första större samarbetet mellan John Lennon och Paul McCartney sedan A Day in the Life blev denna sammansmältning av två låtar: en om Lennons erfarenheter 1968 och en om Pauls nya fästmö, Linda Eastman.
Lennons låt var skriven som en litania, där varje rad startade med ordet "everybody". Låten hade spelats in två gånger tidigare av Lennon, innan Let It Be sessionerna. Den första i december 1968 i Lennons hemmastudio i Kenwood. På denna versionen var sångtexten "Everyone had a hard year" istället för "Everybody" som det senare skulle bli. Lennon filmades i mitten av december 1968, spelandes sången i hans trädgård i Kenwood. I denna version hade sångtexten ändrats till "everybody". Denna videoinspelning användes sedan av Yoko Ono i hennes konstfilm Rape: Film No. 6, som sändes på australisk TV den 31 mars 1969.
Då McCartneys låt var väldigt optimistisk, hade Lennon faktiskt ett "hard year"—han skiljde sig från hans första fru, Cynthia Lennon; hans flickvän Yoko Ono fick missfall; han kämpade med heroinmissbruk; han var arresterad för droginnehav; han tappade kontakten med sin son Julian; och han var olycklig över att vara i Beatles.

## Inspelning
Man arbetade med låten under sex olika dagar (22, 24, 27, 28, 30 januari och 5 februari 1969). 30 januari 1969 framförde man låten live på taket till Apples byggnad under ungefär en halvtimmes konsert i den kalla blåsten. Man gjorde därefter någon efterputsning 5 februari men försökte i övrigt hålla fast vid konceptet om att låtarna skulle presenteras ”ärligt” utan pålägg och alltför mycket micklande i studion.
Med på låten finns även Billy Preston på elpiano, inkallad på George Harrisons begäran då han visste att kollegorna skulle skärpa sig om man hade en ”gästartist” med. Intressant nog kom Preston senare att nämnas på skivomslaget, den enda artist (förutom Tony Sheridan som man spelade in med som ”The Beat Brothers”) som blev ackrediterad för sina insatser på en inspelning av Beatles. Låten kom med på LP:n Let It Be som släpptes i England och USA 8 respektive 18 maj 1970.

## Övriga versioner
En studioinspelning av låten spelades in ungefär en vecka efter takkonserten, och släpptes på samlingsskivan Anthology 3, 1996. Remixalbumet Let It Be... Naked från 2003 innehåller en version av låten som är en mix av takkonsertversionen som användes på Let It Be, samt en andra tagning av låten från samma konsert.

## Medverkande
- Paul McCartney – Elbas, sång
- John Lennon – kompgitarr, sång
- George Harrison – sologitarr
- Ringo Starr – trummor
- Billy Preston – elpiano

Källa: